# Liste der Kantone in Französisch-Guayana
In dem französischen Übersee-Département Französisch-Guayana bestanden bis 2015 die folgenden 19 Kantone in 2 Arrondissements:

## Arrondissement Cayenne
- Approuague-Kaw
- Cayenne-1 Nord-Ouest
- Cayenne-2 Nord-Est
- Cayenne-3 Sud-Ouest
- Cayenne-4 Centre
- Cayenne-5 Sud
- Cayenne-6 Sud-Est
- Iracoubo
- Kourou
- Macouria
- Matoury
- Montsinéry-Tonnegrande
- Remire-Montjoly
- Roura
- Saint-Georges-Oyapoc
- Sinnamary

## Arrondissement Saint-Laurent-du-Maroni
- Mana
- Maripasoula
- Saint-Laurent-du-Maroni